# Nyamahanga
Nyamahanga è una circoscrizione rurale (rural ward) della Tanzania situata nel distretto di Biharamulo, regione del Kagera. Conta una popolazione di 10 760 abitanti (censimento 2012).